# 웜자군

포들라스키에주 지도에 표시된 웜자군의 위치

웜자군(폴란드어: powiat łomżyński)은 폴란드 포들라스키에주에 위치한 군으로 면적은 1,353.93km2, 인구는 50,914명(2019년 기준), 인구 밀도는 38명/km2이다. 군청 소재지는 웜자이지만 웜자군에 속하지 않고 별도의 도시군으로 존재한다.
북쪽으로는 콜노군, 그라예보군, 동쪽으로는 몬키군, 비아위스토크군, 남쪽으로는 잠브루프군, 마조프셰주 오스트루프군, 서쪽으로는 마조프셰주 오스트로웽카군과 접한다. 9개 지방 자치체(2개 도시형 농촌, 7개 농촌)를 관할한다.

군 문장